# Biserica unitariană din Bădeni

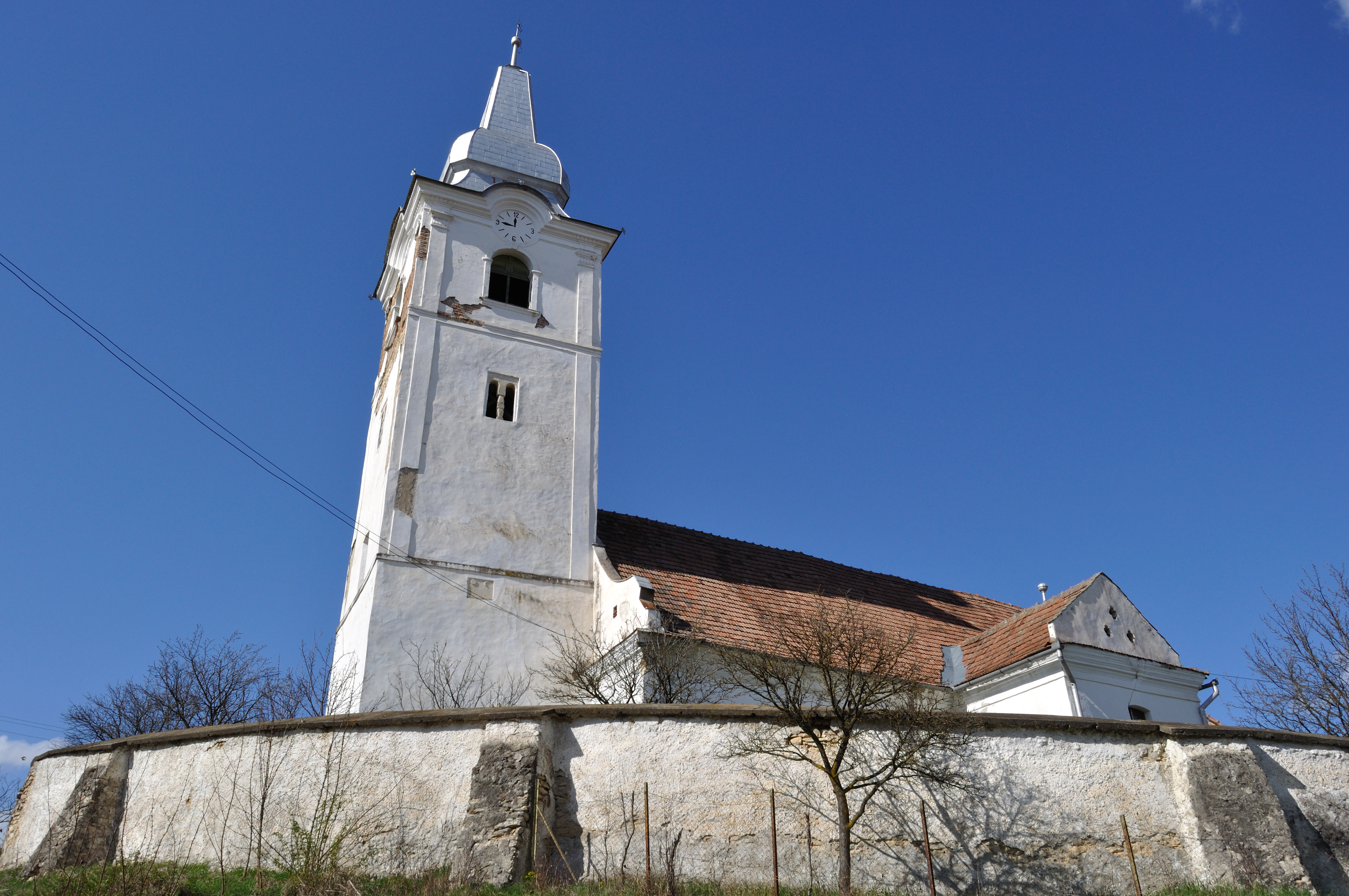
Biserica unitariană din Bădeni, comuna Moldovenești, județul Cluj, foto: aprilie 2011.

Biserica Unitariană din Bădeni, comuna Moldovenești, județul Cluj a fost construită în secolul XVII. Biserica se află pe lista monumentelor istorice sub:  CJ-II-m-B-07521. 

## Localitatea
Bădeni (în trecut Bagin sau Bagiu; în maghiară Bágyon) este un sat în comuna Moldovenești din județul Cluj, Transilvania, România. Prima menționare documentară este din anul 1291, cu denumirea Bágyun.

## Biserica
În anul 1332 avea o biserică parohială, preotul său, György, fiind menționat în lista dijmelor papale. Populația catolică medievală a devenit reformată în timpul Reformei, apoi unitariană, primind și biserica veche în timpul lui Dávid Ferenc. Pe turn anul 1677 indică momentul în care a fost înălțat turnul: „Turris aedificatum 1677 gregnante Illistrissimo ac celsissimo Mich. Appafio, Dei gratia principe Rgni Trannae ...”  În anul 1809 a fost construită o nouă navă, păstrându-se vechiul turn. Biserica a fost mai demult înconjurată cu un zid de apărare, din care s-a păstrat doar o împrejmuire din piatră cu o înălțime redusă. Clopotele medievale au fost îngropate în timpul generalului Basta într-o zonă mlăștinoasă și nu au mai fost găsite.

## Imagini

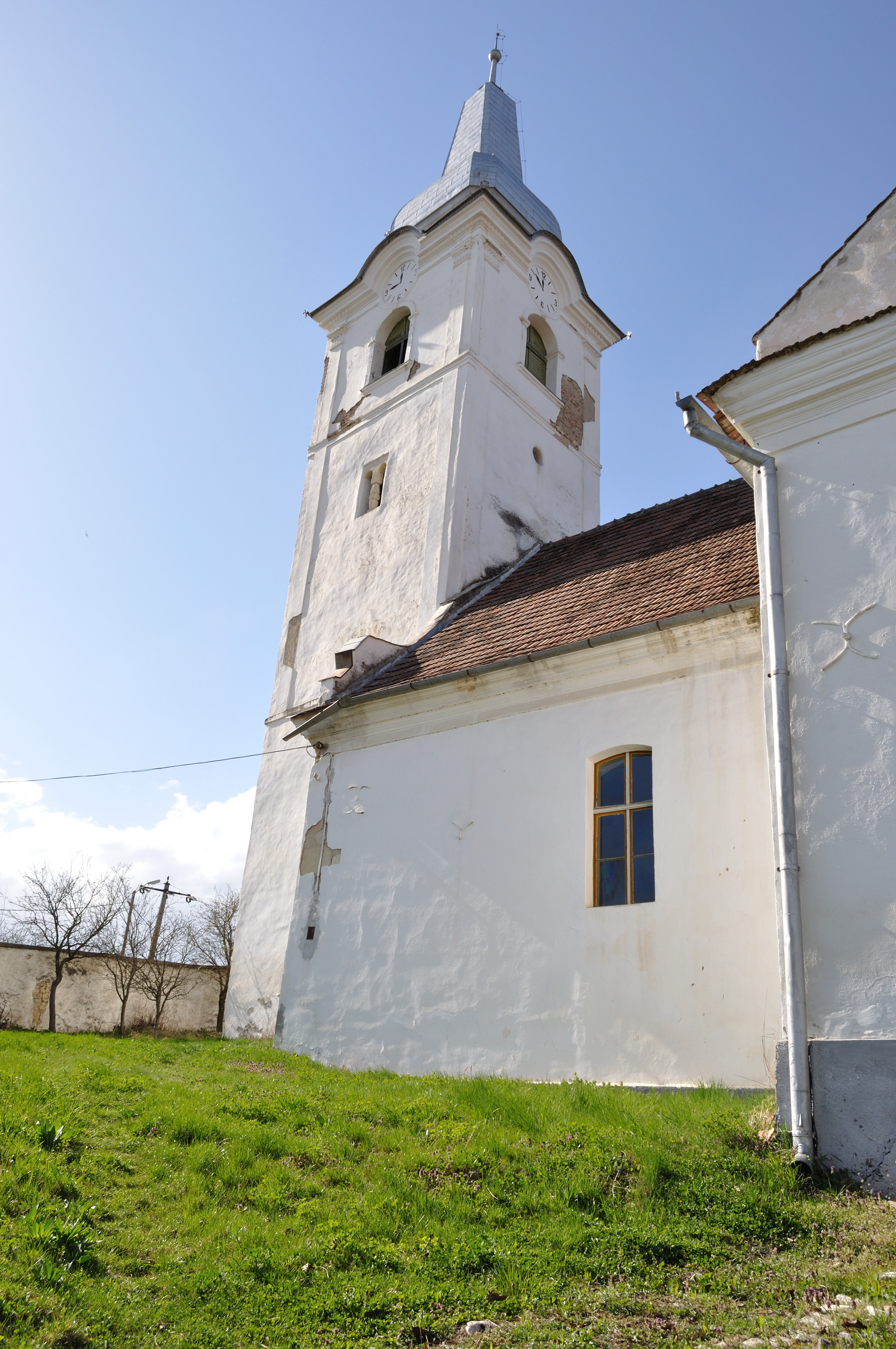
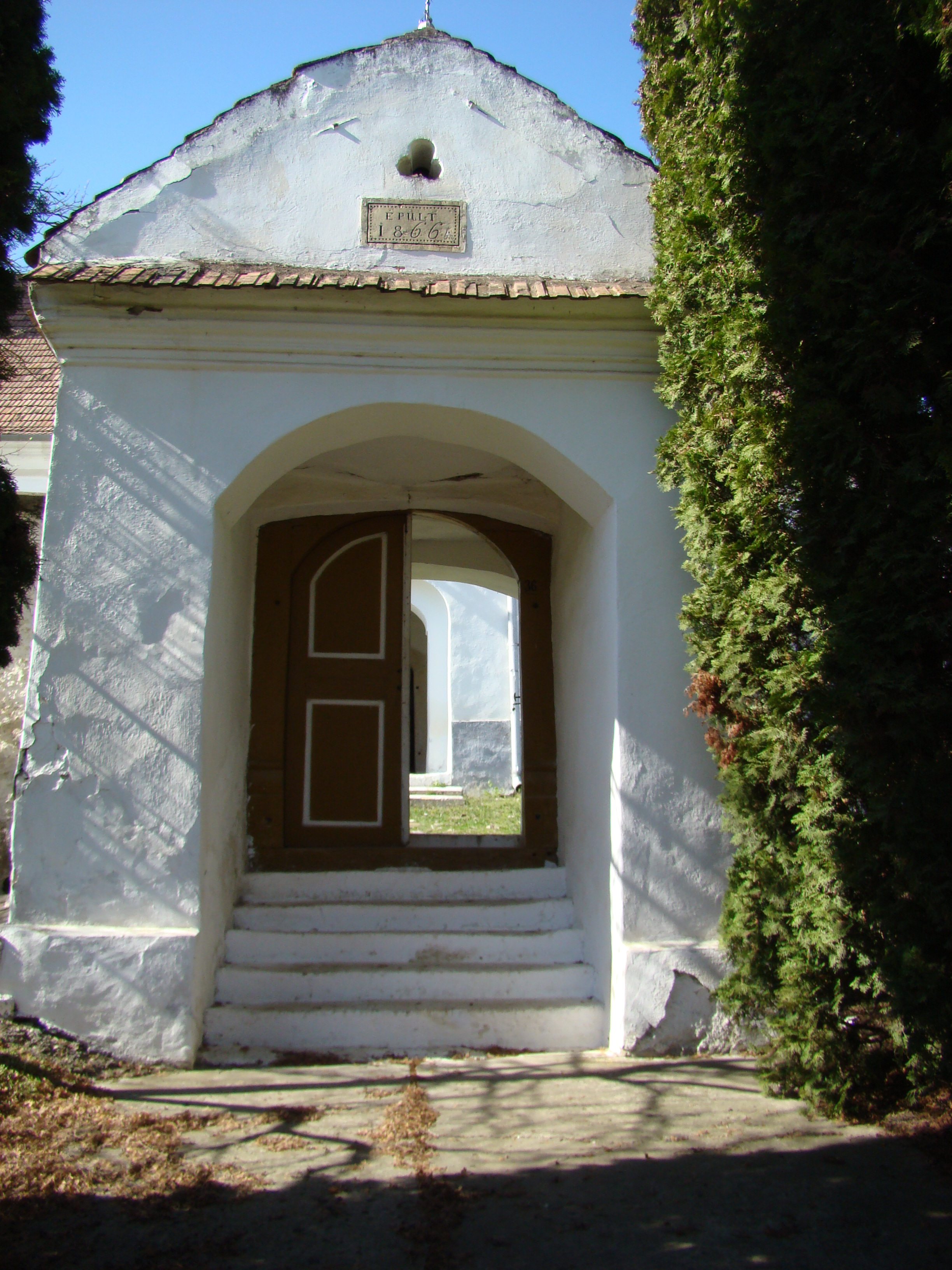
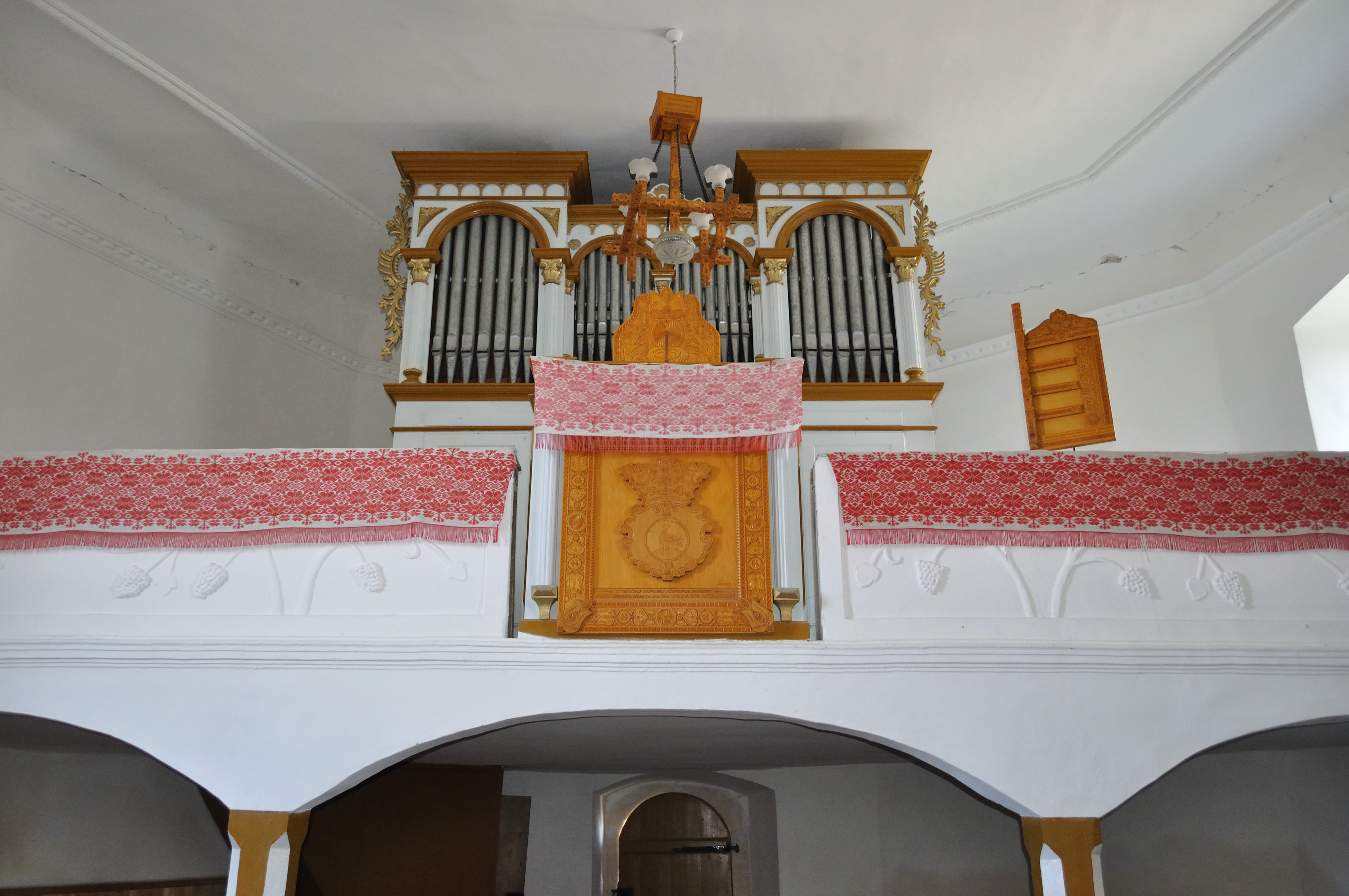
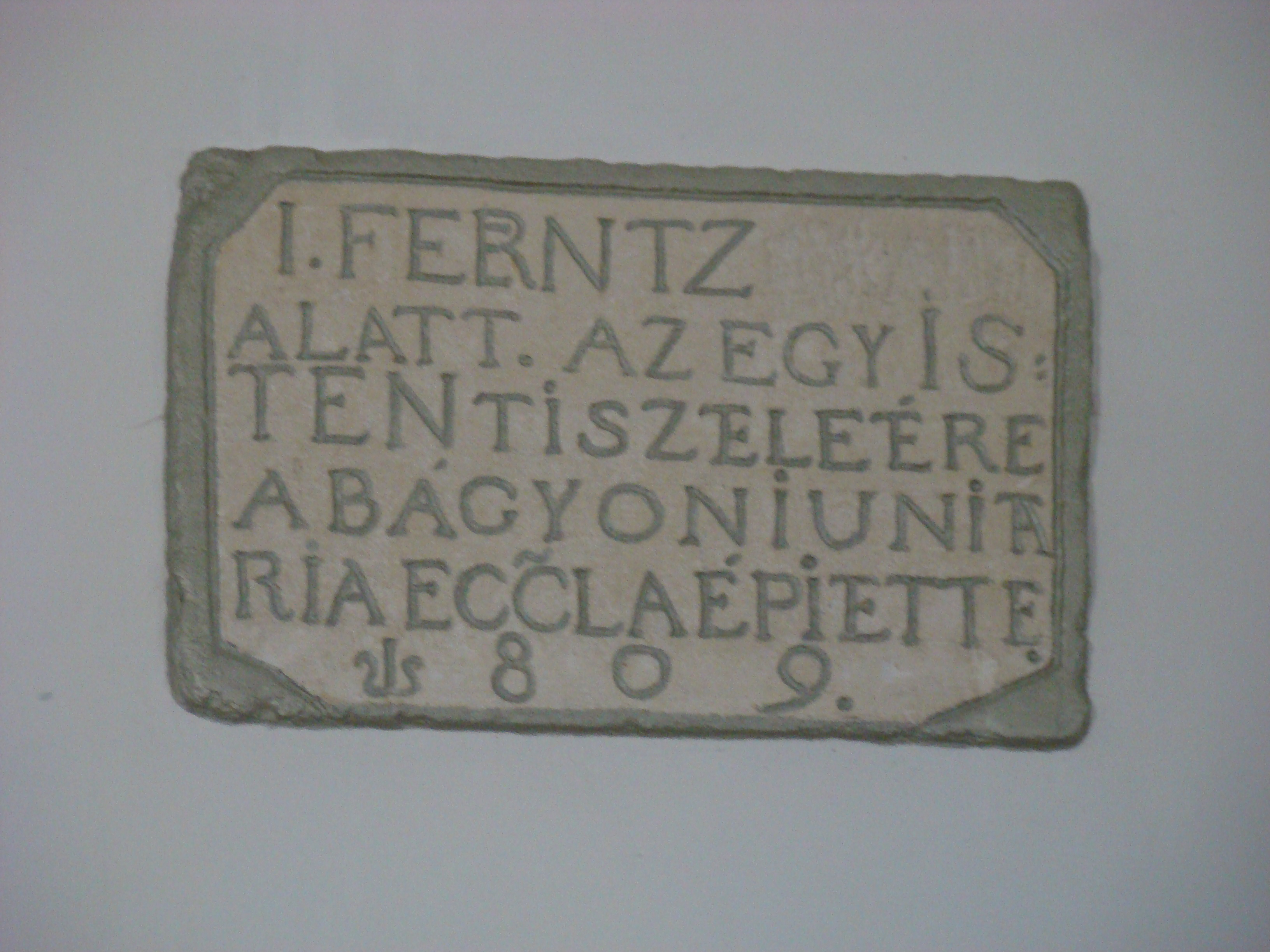
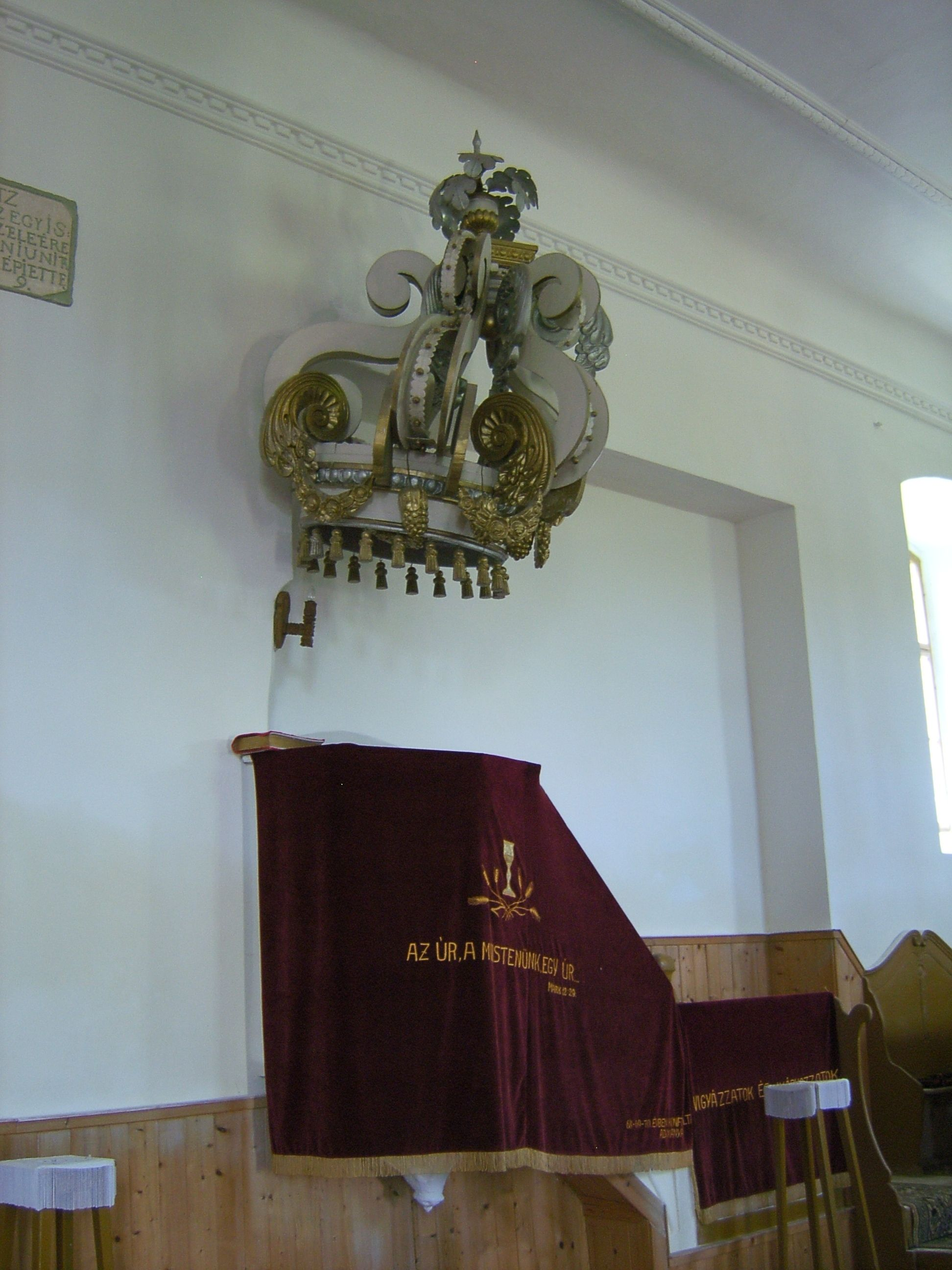
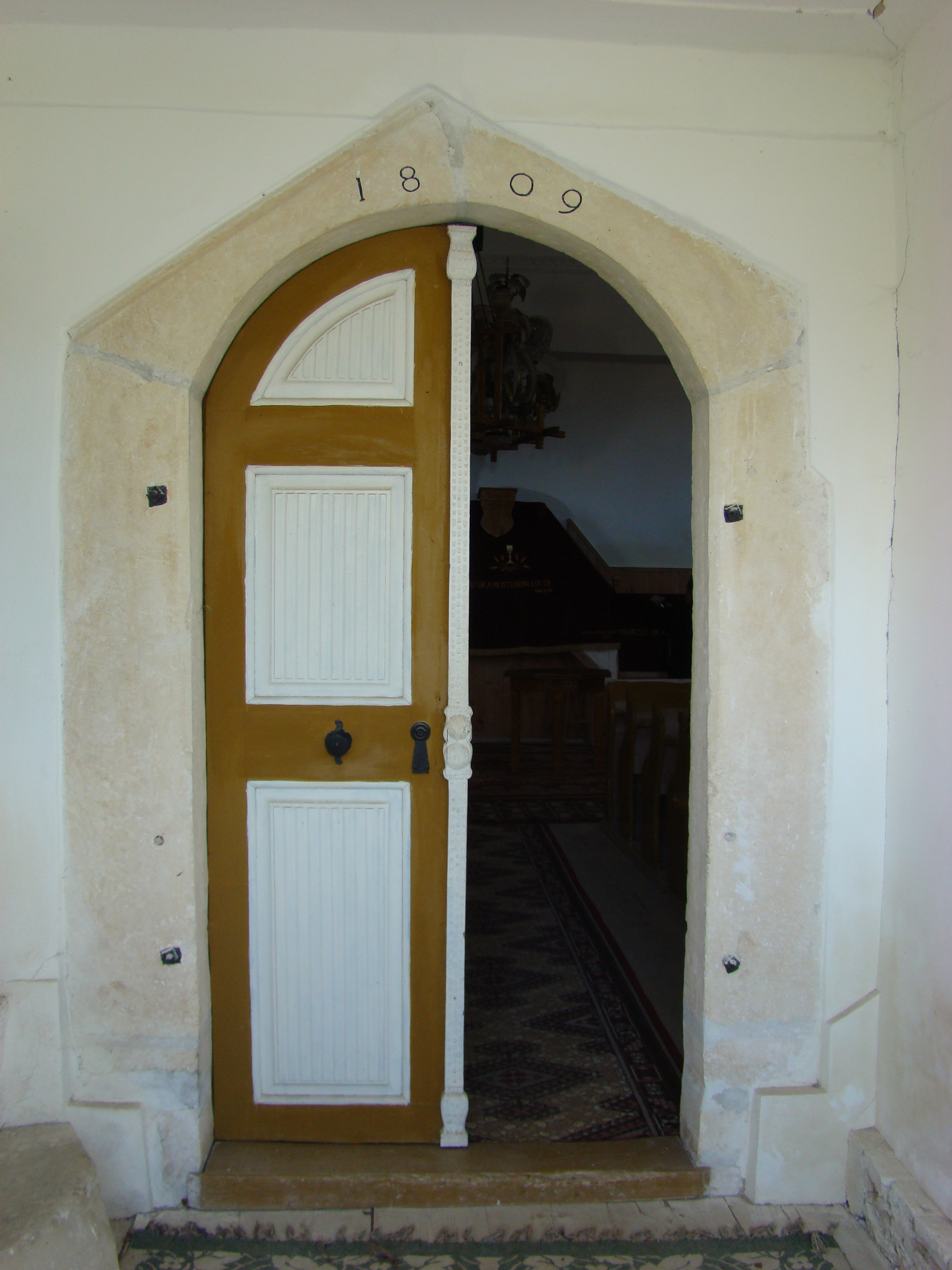
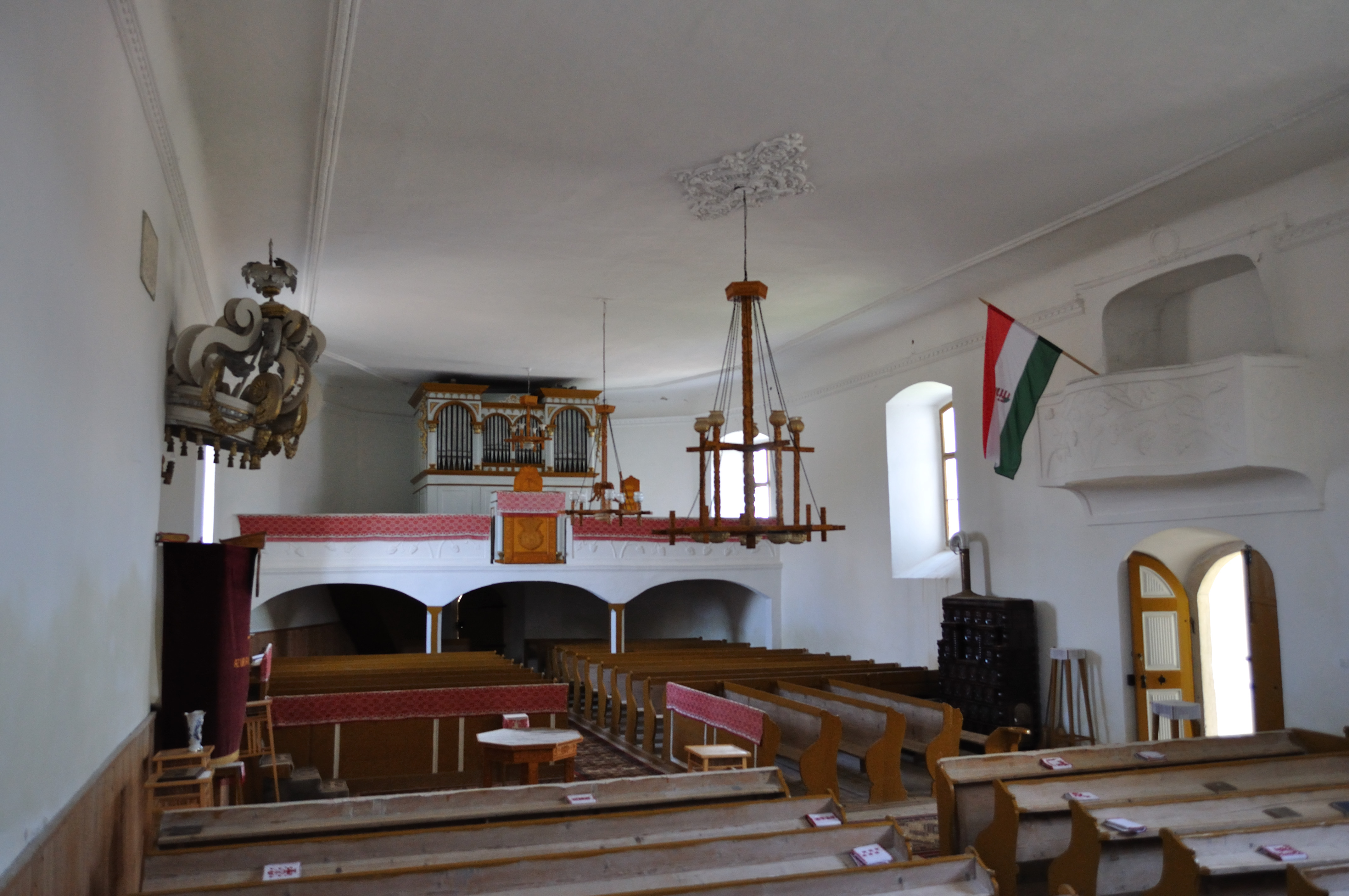
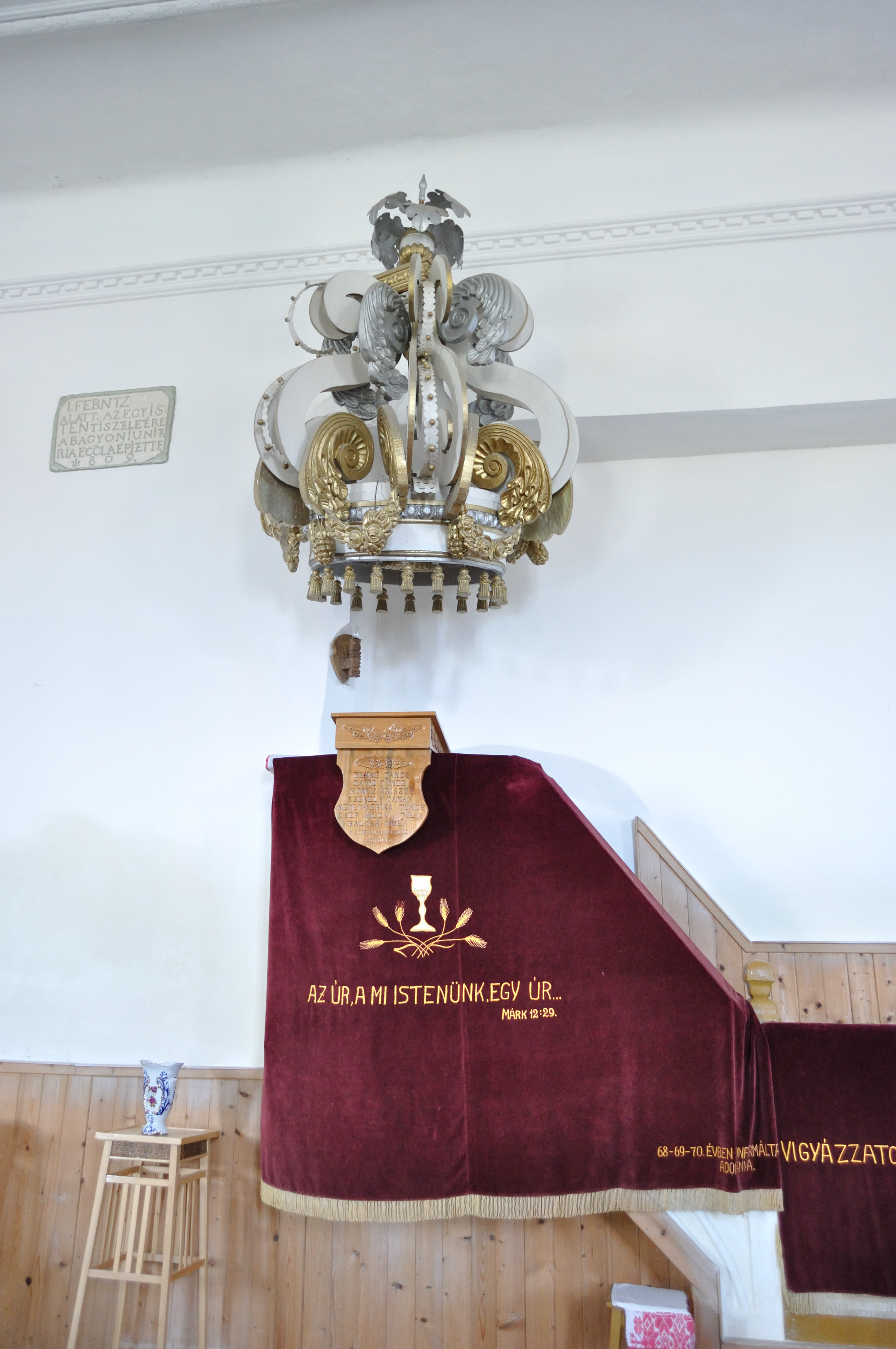
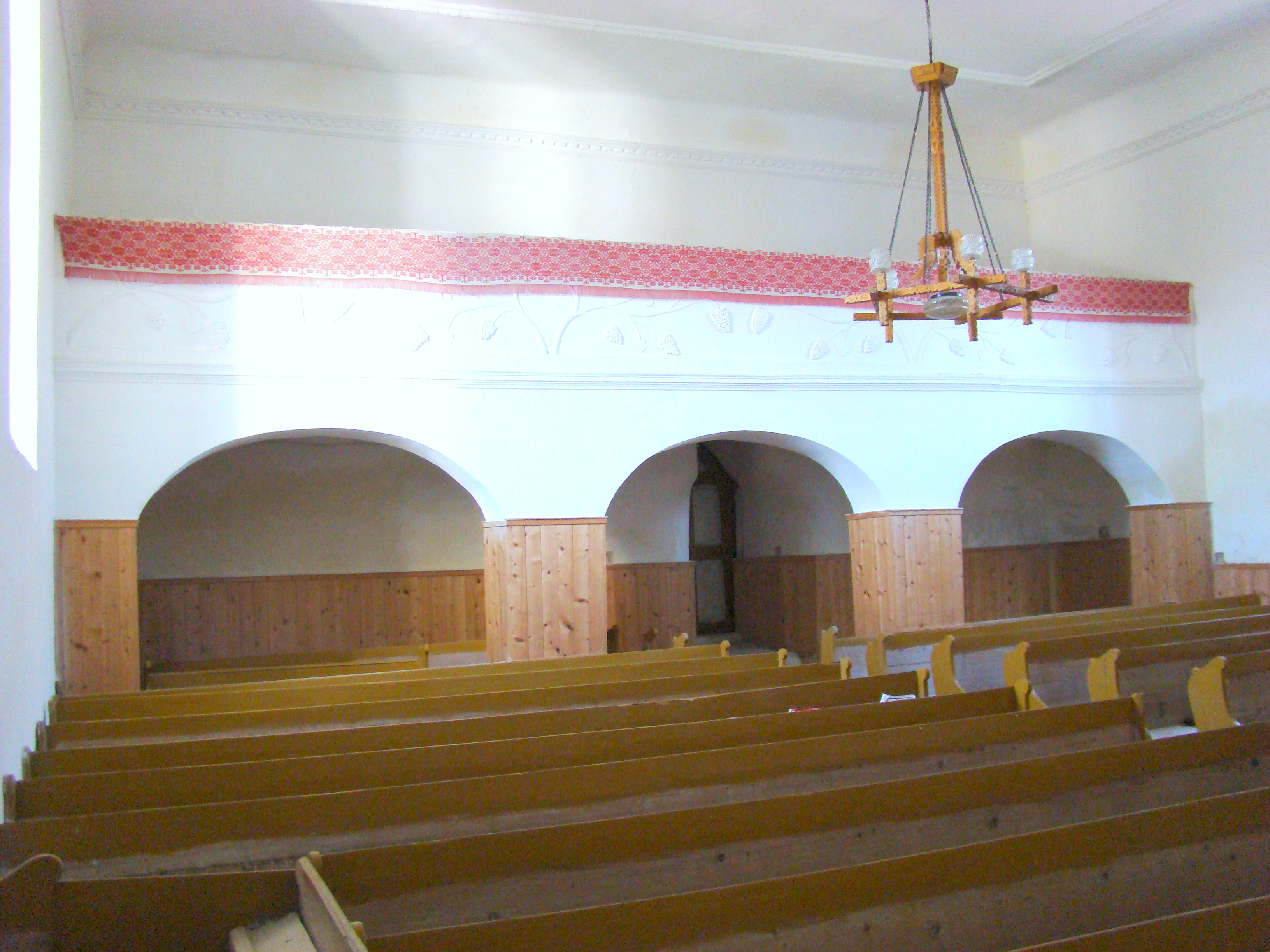
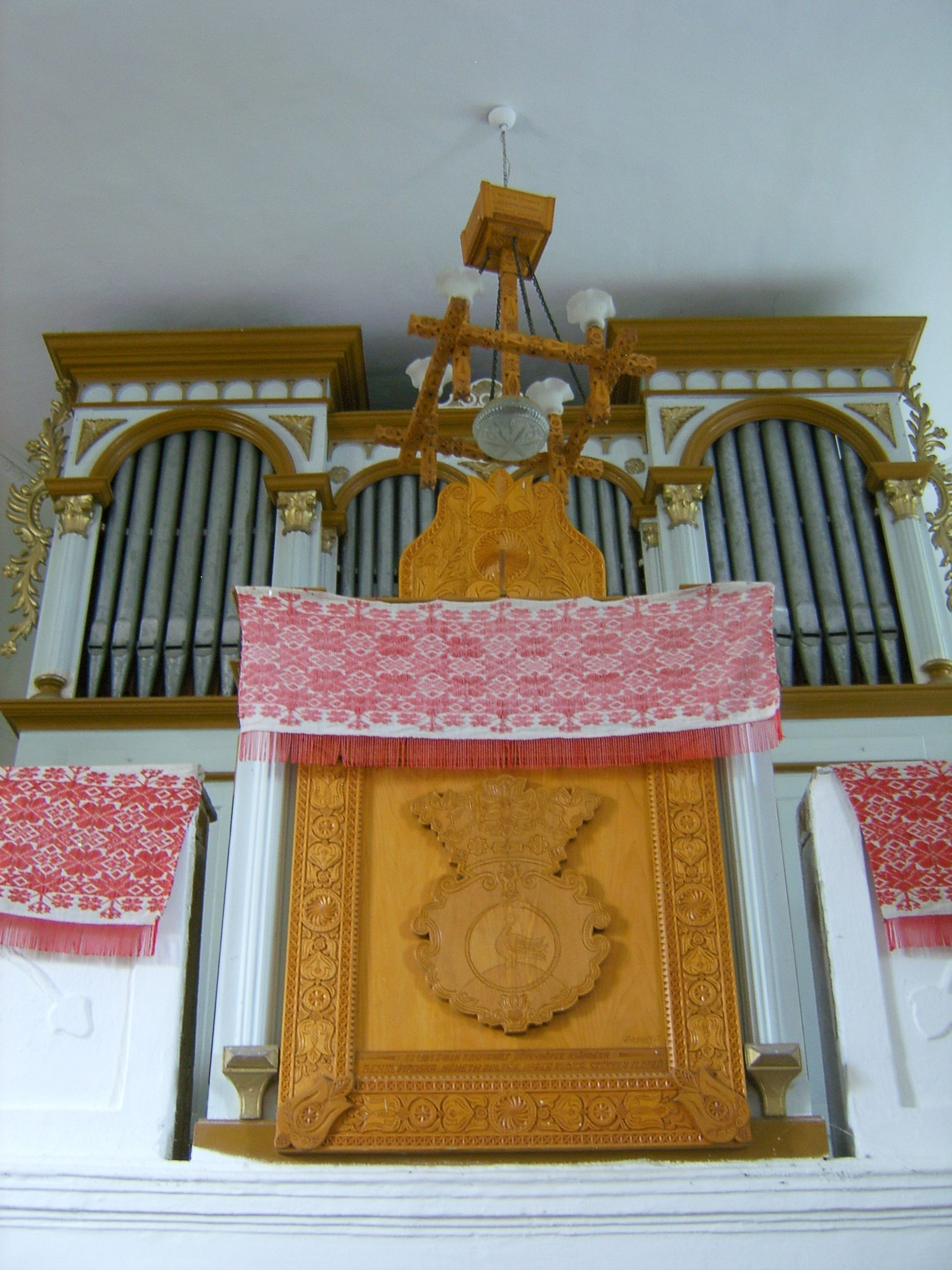
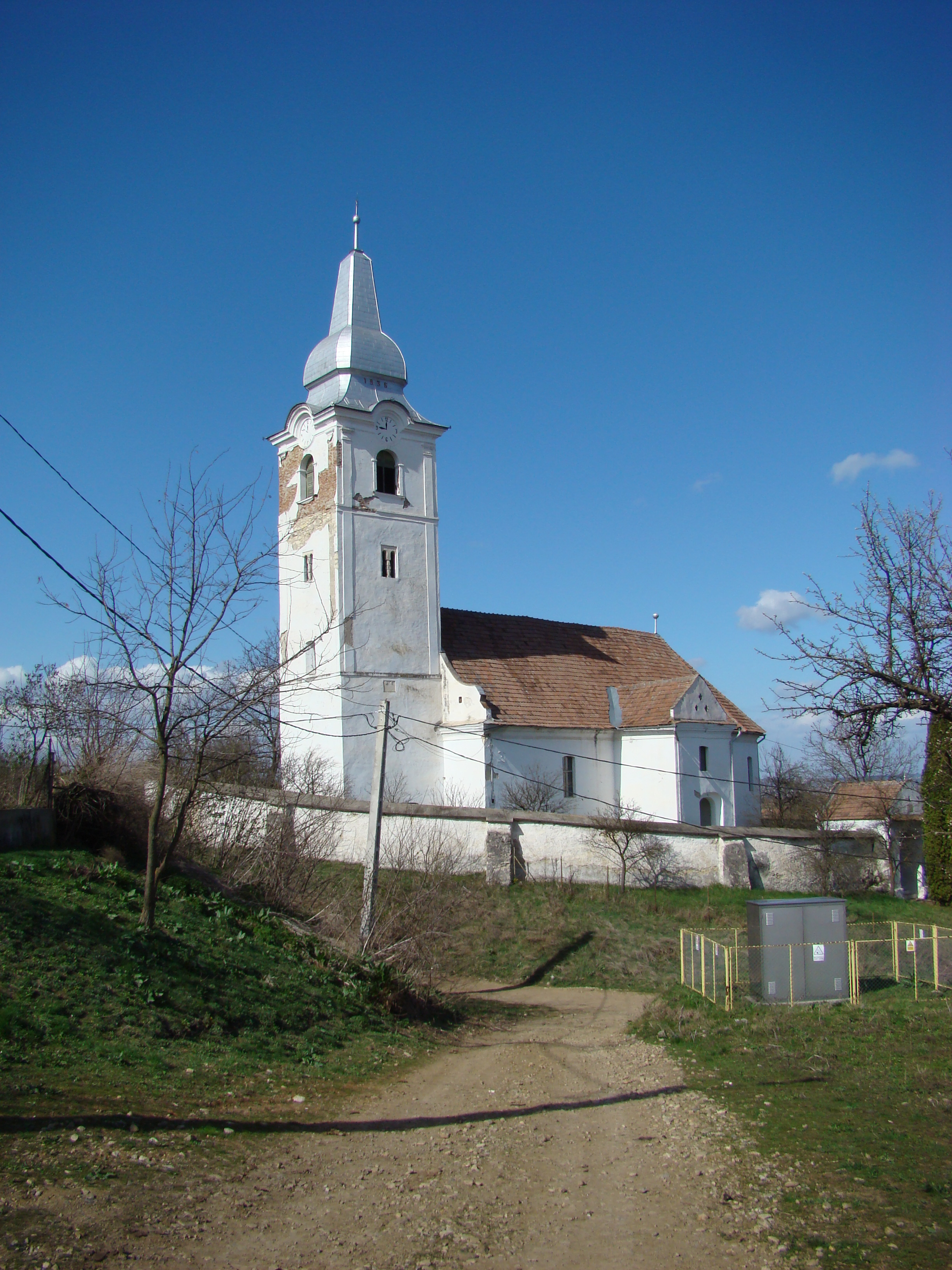